# Wohlfahrtiodes mongolicus
Wohlfahrtiodes mongolicus är en tvåvingeart som beskrevs av Chao och Zhang 1988. Wohlfahrtiodes mongolicus ingår i släktet Wohlfahrtiodes och familjen köttflugor. Inga underarter finns listade i Catalogue of Life.